# Dolomedes smithi
Dolomedes smithi är en spindelart som beskrevs av Roger de Lessert 1916. Dolomedes smithi ingår i släktet Dolomedes och familjen vårdnätsspindlar. Inga underarter finns listade i Catalogue of Life.